# 벼리언

부리엔의 위치

벼리언(Burien, /ˈbjʊəriən/)은 미국 워싱턴주 킹 군(King County)에 있는 도시다.
시애틀의 남쪽에 위치한다. 2010년 인구는 33,313명이다. 2011년 합병으로 인구가 45,000명이 되었다.

## 인구
| 인구조사              | 인구   | Note  | %±    |
| --------------------- | ------ | ----- | ----- |
| 1980년                | 23,189 |       | —     |
| 1990년                | 25,089 |       | 8.2%  |
| 2000년                | 31,881 |       | 27.1% |
| 2010년                | 33,313 |       | 4.5%  |
| 2019 (추산)           | 51,500 | [ 1 ] | 54.6% |
| U.S. Decennial Census |        |       |       |